# Kuti, Andrijevica
Kuti este un sat din comuna Andrijevica, Muntenegru. Conform datelor de la recensământul din 2003, localitatea are 49 de locuitori (la recensământul din 1991 erau 75 de locuitori).

## Demografie
În satul Kuti locuiesc 37 de persoane adulte, iar vârsta medie a populației este de 43,2 de ani (40,4 la bărbați și 46,5 la femei). În localitate sunt 19 gospodării, iar numărul mediu de membri în gospodărie este de 2,58.
|  |

| Demografie | Demografie | Demografie |
| An         | Locuitori  | Locuitori  |
| ---------- | ---------- | ---------- |
|            |            |            |
|            |            |            |
|            |            |            |
|            |            |            |
| 1948       | 180        |            |
| 1953       | 182        |            |
| 1961       | 177        |            |
| 1971       | 132        |            |
| 1981       | 95         |            |
| 1991       | 75         | 75         |
| 2003       | 49         | 49         |

| \| Componența etnică conform recensământului din 2003[2] \| Componența etnică conform recensământului din 2003[2] \| Componența etnică conform recensământului din 2003[2] \| Componența etnică conform recensământului din 2003[2] \| Componența etnică conform recensământului din 2003[2] \| \| ----------------------------------------------------- \| ----------------------------------------------------- \| ----------------------------------------------------- \| ----------------------------------------------------- \| ----------------------------------------------------- \| \| \| \| \| \| \| \| Sârbi \| Sârbi \| \| 38 \| 77,55% \| \| Muntenegreni \| Muntenegreni \| \| 10 \| 20,4% \| \| necunoscută \| necunoscută \| \| 0 \| 0% \| |              |  |    |        |
| Componența etnică conform recensământului din 2003 |              |  |    |        |
| |              |  |    |        |
| Sârbi | Sârbi        |  | 38 | 77,55% |
| Muntenegreni | Muntenegreni |  | 10 | 20,4%  |
| necunoscută | necunoscută  |  | 0  | 0%     |